# Marshall Point Light
Marshall Point Light ist ein Leuchtturm an der Einfahrt des Hafens von Port Clyde, Maine, USA.
Port Clyde ist die südlichste Ansiedlung auf der Halbinsel St. George an der Atlantikküste von Neuengland und gehört zum Stadtgebiet der Stadt St. George im Knox County.
Das im Jahre 1832 errichtete Seefahrts-Leuchtfeuer wurde am 23. März 1988 als Historic District in das US-amerikanische National Register of Historic Places unter der Nummer 87002262 aufgenommen.

## Geschichte
Der US-amerikanische Leuchtturm-Dienst wurde im Jahre 1789 gegründet. Die Geschichte des Marshall Point Leuchtturms geht zurück auf das Jahr 1831, als ein gewisser Samuel Marshall der US-Regierung einige Morgen Land an der Küste von Maine für 120 US-Dollar verkaufte. Im Jahr darauf wurden der erste Leuchtturm und ein Leuchtturmwärterhaus am Marshall Point für Baukosten in Höhe von circa 2.900 US-Dollar aus Feldsteinen errichtet. Der runde Turm von fast sieben Meter Höhe hatte an der Basis einen Durchmesser von knapp sechs, an der Spitze von drei Meter.
Das erste Turmlicht bestand aus sieben Öllampen (vier in einer Reihe und noch einmal drei darüber) mit Reflektoren von circa 350 Millimetern Durchmesser.
Im Jahre 1858 wurde an der jetzigen Stelle ein neuer, acht Meter hoher Turm aus Granit und Ziegeln errichtet, der 5.000 US-Dollar kostete. Er steht unmittelbar an der felsigen Küstenlinie und ist nur über einen langen hölzernen Steg zu erreichen, der ursprünglich überdacht war. Seine gusseiserne Lampe mit einer Ring- oder Stufenlinse (Fresnel-Linse) ersetzte die sieben Öllampen. 1898 wurde noch ein Glockenturm mit einer bronzenen Glocke hinzugefügt. Die Glocke wurde 1969 durch ein Nebelhorn ersetzt.
Das Leuchtturmlicht wurde im Jahre 1935 elektrifiziert. Eine Automatisierung im Jahre 1971 machte den Leuchtturmwärter überflüssig. Die Linse wurde durch eine neue Kunststofflinse ersetzt. Batterien sichern die Versorgung mit Notstrom.
Das erste Leuchtturmwärterhaus wurde im Jahre 1895 durch einen Blitzschlag zerstört und im selben Jahre durch ein neues Haus im typischen Kolonialstil des 19. Jahrhunderts ersetzt. Nachdem der letzte Leuchtturmwärter im Jahre 1971 ausgezogen war, stand das Haus lange leer. 1988 wurde das Haus renoviert und 1990 im Erdgeschoss ein kleines Museum eingerichtet. Das Obergeschoss ist vermietet.

## Trivia
Die US-amerikanische Schriftstellerin Sarah Orne Jewett (1849–1909) schrieb ihren bekanntesten Roman The Country of Pointed Firs in der Gegend um den Marshall Point.
Im Jahre 1993 spielte eine Szene des Spielfilms Forrest Gump von Robert Zemeckis am Marshall Point. Bei seinem Lauf quer durch die USA kommt Forrest (Tom Hanks) als östlichstem Punkt am Marshall Point an, läuft über den Steg bis an den Leuchtturm und kehrt hier schließlich wieder um.

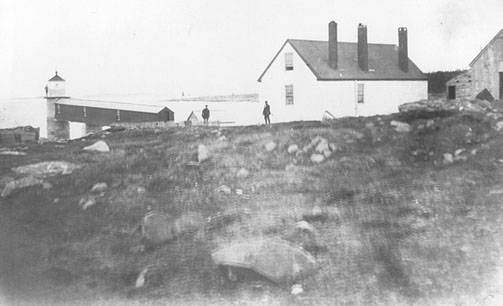
Marshall Point Leuchtturm vor 1895 mit dem ersten Leuchtturmwärterhaus

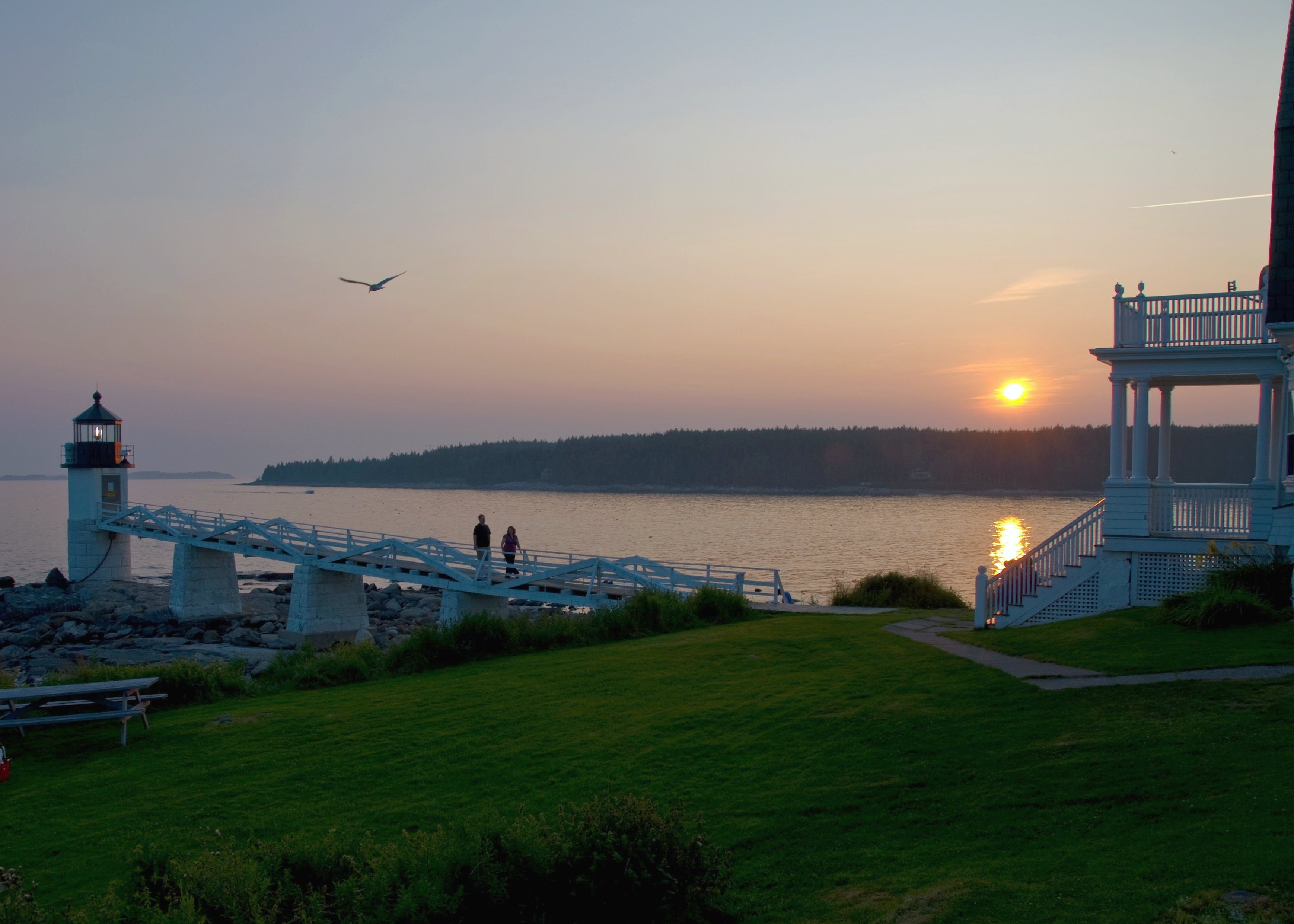
Sonnenuntergang am Marshall Point